# SO502i
DoCoMo by Sony SO502i（ドコモ バイ ソニー エスオー ごー まる ニー アイ）は、ソニー（現ソニーモバイルコミュニケーションズ）製のNTTドコモの第二世代携帯電話(mova)端末である。

## 概要
ソニー初のiモード端末。502iシリーズでは最後に発売された。液晶画面はモノクロだが、バックライトが水色、青、緑、黄、赤、紫の6色に変えられる。
また、画面の下に「センタージョグダイヤル｣を搭載し、従来機種の側面にあったジョグダイヤルよりも操作性が向上した。
変換には「モバイルWnn」を搭載していた。着信メロディは3和音。
preminiが登場するまで本機がドコモ向けSOとして最後の非折畳み型であった。

## 歴史
- 2000年2月18日　テレコムエンジニアリングセンター(TELEC)による技術基準適合証明の工事設計認証（工事設計認証番号WAA0051）
- 2000年3月1日　 電気通信端末機器審査協会による技術基準適合認定の設計認証（設計認証番号A00-0188P、J00-0053）
- 2000年3月15日　TELECによる技術基準適合証明の工事設計認証（工事設計認証番号WAA0058）
- 2000年5月24日　SH821iとともにドコモから発表。
- 2000年6月1日　 発売。
- 2012年3月31日　movaサービス終了により使用はこの日限りとなる。